# Ägyptische Finsternis
Ägyptische Finsternis bezeichnet die Sandstürme, die am Nordrand der Sahara vorkommen und die Sichtweite bis auf einige Meter reduzieren können. Der oft auch als Redewendung verwendete Begriff geht auf die  biblische Textstelle (Ex 10,22 ) zurück, bei der eine der zehn über Ägypten verhängten Plagen beschrieben wird. Die durch den Sandsturm einkehrende Dunkelheit kann mehrere Tage anhalten. In der Region nennt man diese Stürme Dunkelmeer.